# Cathédrale de l'Ascension de Lyskovo

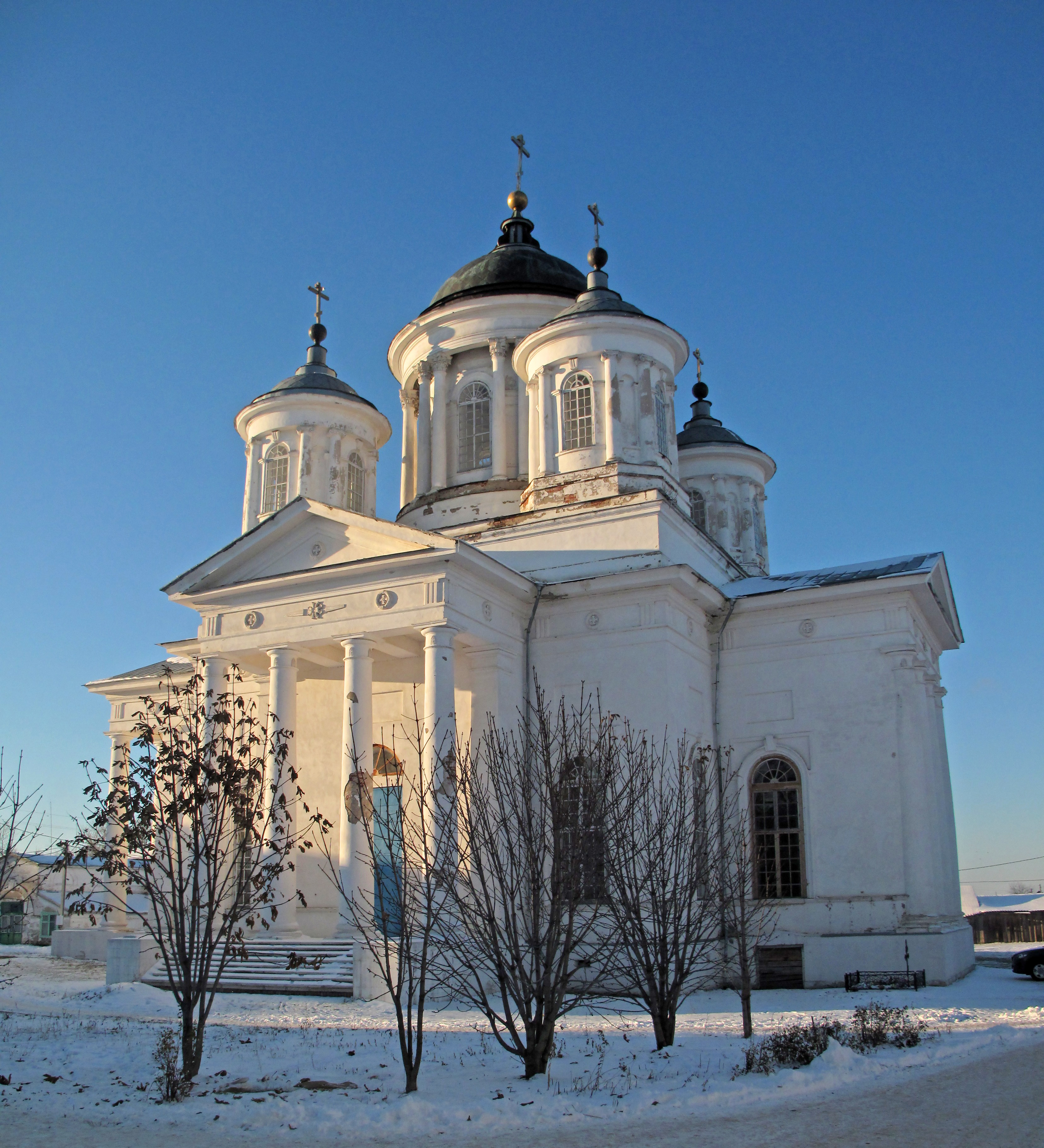
Façade de la cathédrale.

La cathédrale de l'Ascension (Вознесенский собор, Кафедральный собор Вознесения Господня) est la cathédrale  de l'éparchie de Lyskovo de l'Église orthodoxe russe. Elle se trouve dans la ville de Lyskovo, siège administratif du raïon du même nom, dans l'oblast de Nijni Novgorod. Elle est dédiée à l'Ascension du Christ.

## Histoire

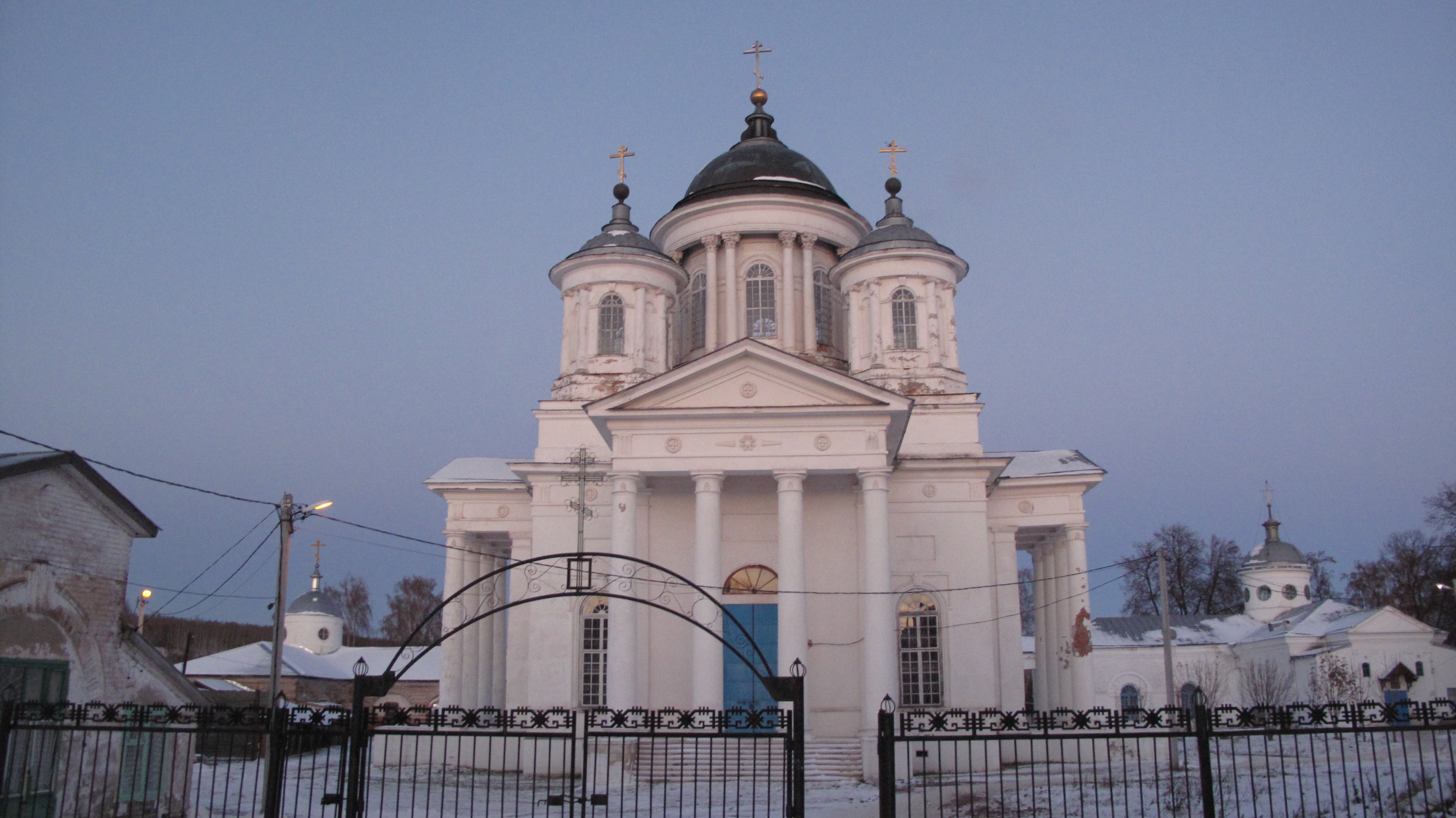
Cathédrale de l'Ascension, au fond à droite l'église Saint-Georges.

L'église de l'Ascension est commandée par le prince Gueorgui Grouzinski, propriétaire à l'époque de la plus grande partie de ce village marchand de cinq mille habitants situé sur le passage de la Volga, concurrent du marché du monastère de la Trinité-Saint-Macaire sur l'autre rive. Elle est construite en 1814-1838 selon des plans que certains historiens locaux supposent d'être d'Auguste de Montferrand, mais cela est sérieusement mis en doute. Elle domine la place du Marché à l'angle de la rue Saint-Macaire (aujourd'hui rue de la Révolution). Elle est conçue comme église d'été (non chauffée). Son iconostase mesurait 10 sajènes de longueur et 8 archines de hauteur. L'auteur des treize icônes était le peintre académicien A.V. Stoupine, originaire d'Arzamas. L'intérieur est richement décoré, comme le rapporte le journal des Nouvelles de la province de Nijni Novgorod en 1861.
Elle est fermée par les autorités communistes locales en 1933 et sert d'entrepôt. L'ensemble architectural est classé au patrimoine en 1960. L'église commence à être restaurée dans les années 1980; elle est alors bien conservée grâce à sa toiture qui ne s'est pas écroulée et il subsiste quelques restes de fresques. L'église est rendue en 1999 à l'éparchie de Nijni Novgorod, les premières célébrations ont lieu à l'église Saint-Georges rapidement restaurée. Les travaux de restauration de l'église de l'Ascension commencent en 2001 et se poursuivent toujours. La première célébration de la liturgie divine a lieu le 9 juin 2016, jour de la fête de l'Ascension, par l'évêque Silouane de Lyskovo.

## Architecture

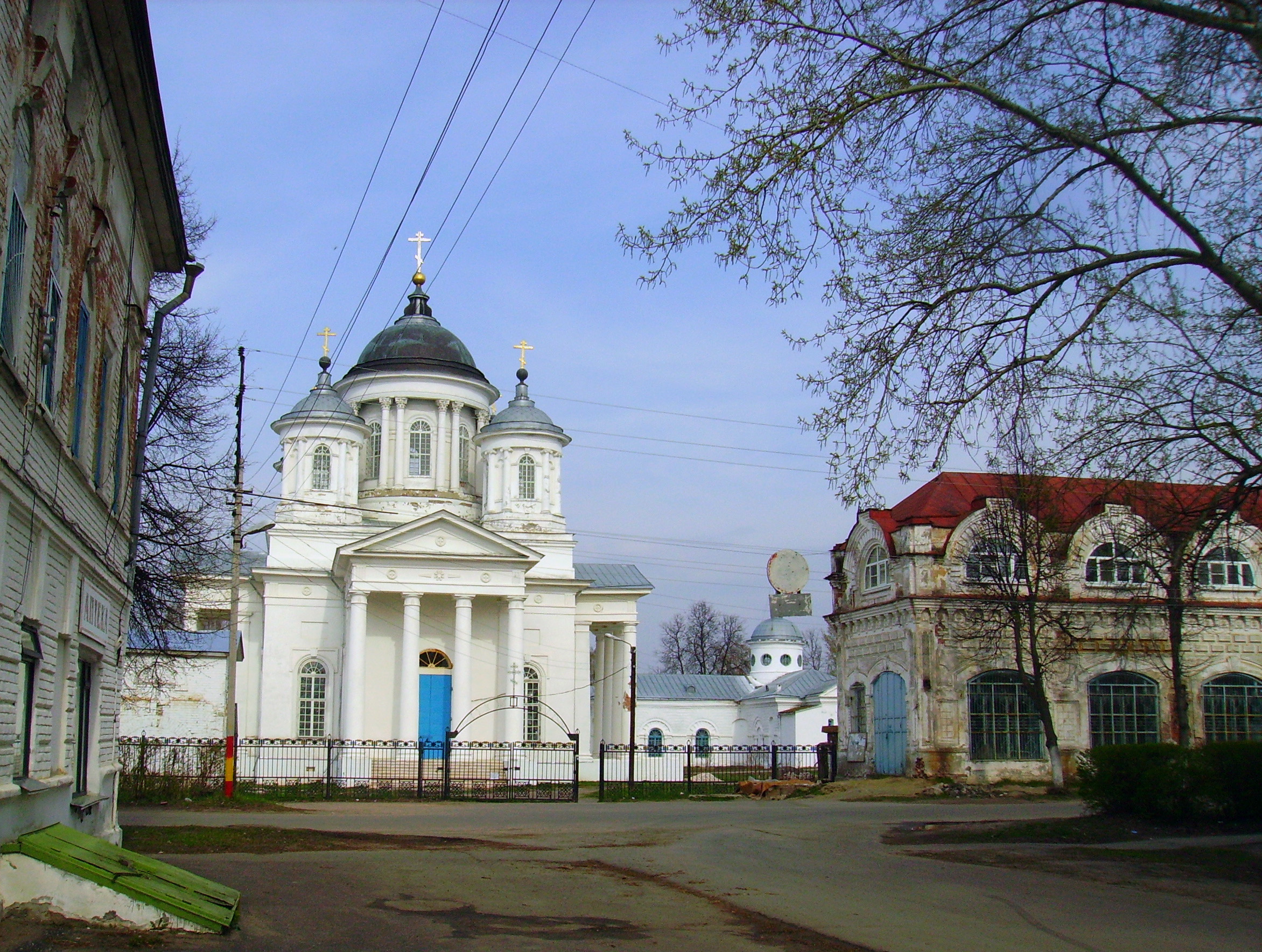
Vue de la cathédrale.

L'ensemble architectural est remarquable car il s'agit d'un des rares exemples de la région formant une place de marché dans le goût classique avec l'église au milieu. Il comprend le clocher (aujourd'hui en ruines) qui est construit en 1838 à l'angle sur l'un des bâtiments, commerciaux en forme de L, le bâtiment du séminaire (1838), l'église d'angle Saint-Georges (patron du prince Grouzinski) surmontée d'une petite coupole, servant d'église d'hiver (chauffée) et construite en 1814, le bâtiment commercial à l'angle construit en 1814-1838 (un autre bâtiment commercial d'angle ayant disparu), la tour Est et la tour Nord-Ouest (en ruines), et l'église (devenue cathédrale au XXIe siècle) de l'Ascension, au milieu, terminée en 1838.
L'église principale est un haut édifice à cinq coupoles dans le style néoclassique. L'édifice est en briques recouvert de plâtre peint en blanc. La façade principale se présente avec un portique tétrastyle avec des portiques doriques latéraux tétrastyles. Les coupoles sont ornées de pilastres jumelés corinthiens pour la coupole principale à haut tambour et ioniques pour les quatre dômes de côté. Les fenêtres sont à plein cintre.